# Caniço (Santa Cruz)
Caniço es una ciudad ubicada en el archipiélago de Madeira, con 12,00 km² y 11 586 habitantes (2001). Densidad: 965,5 hab. /km ². Se encuentra a una latitud de 32°38'N y una longitud de 16°51'O. Está limitado por océano Atlántico en el sur. Las montañas del norte. Fue elevada a villa el 18 de abril de 2000 y a ciudad el 9 de junio de 2005.